# Piero Maroncelli
Piero Maroncelli, auch Pietro Maroncelli, (* 21. September 1795 in Forlì; † 1. August 1846 in New York) war ein italienischer Musiker, Schriftsteller und Patriot während des Risorgimento.

## Leben
Pieros Eltern – der Makler Antonio Maroncelli und dessen Ehefrau Maria Iraldi Bonet (oder Bonnet) – lebten mit ihren Kindern in bescheidenen Verhältnissen. Trotzdem wurde ein Bruder Pieros Arzt und Piero, das dritte der fünf Kinder, studierte von 1810 bis 1813 in Neapel am Konservatorium  San Pietro a Majella bei Paisiello und Zingarelli Musik. Pieros Kommilitonen waren unter anderen Saverio Mercadante, Nicola Manfroce, Vincenzo Bellini und Luigi Lablache. 1813 bis 1815 beschäftigte sich Piero in Neapel weiter mit Musik sowie Literatur, trat der Freimaurerloge Colonna Armonica bei, verließ diese wieder und wurde Carbonaro.
Nach Forlì heimgekehrt, besuchte Piero die Universität Bologna und kam wegen eines von ihm verfassten langen Gesanges in Terzinen zum Fest des Jacopo von Forlì Ende Juli 1817 bis zum August 1818 ins Gefängnis, obwohl er der Zensur zunächst entgangen war. Am 30. April 1819 starb der Vater. Maroncelli gab Musikunterricht und schrieb für das Mailänder politische Blatt Il Conciliatore.
1820 inszenierte er in Mailand für die erfolgreiche Theatertruppe Marchionni musikalische Possen. Maroncelli lernte im Hause Marchionni Silvio Pellico kennen. Piero und Silvio verliebten sich jeder in eine der Schauspielerinnen aus der Familie Marchionni – Piero in Carlotta und Silvio in Teresa.
Der österreichischen Polizei in Mailand entging nicht, wie sich die beiden Bürgerlichen Pellico und Maroncelli zusammen mit den Adeligen Federico Confalonieri und Luigi Porro Lambertenghi gegen den Kaiser von Österreich verschwörten. Maroncelli und Pellico wurden im Herbst 1820 belastender Briefe wegen verhaftet. Der Kaiser begnadigte die am  21. Februar 1822 zum Tode verurteilten. Maroncelli bekam zwanzig Jahre Kerker und Pellico fünfzehn Jahre. Beide verbüßten die Strafen zusammen mit Confalonieri auf der Brünner Festung Spielberg. Am 26. Juli 1830 durfte Maroncelli die Festung als Verstümmelter verlassen. Während der Haft musste ihm wegen einer Krebserkrankung das linke Bein über dem Knie amputiert werden. 
Bis 1833 blieb Maroncelli in Paris. 1833 heiratete er in Paris die deutsche Opernsängerin Amalia Schneider und begab sich mit seiner Frau nach New York. Während seine Frau dort gelegentlich auftrat, gab Maroncelli Studenten Unterricht in Musik und Italienisch. Im September 1835 wurde die Tochter Silvia in New York geboren. Maroncellis Erblindung setzte ein. Er arbeitete in der Redaktion der fourieristischen  Zeitschrift Die Phalanx mit.
Piero Maroncelli starb geistig umnachtet in New York und wurde auf dem Green-Wood Cemetery beerdigt. 1886 wurden seine sterblichen Überreste auf den Cimitero monumentale di Forlì beigesetzt. Amalia starb 1895 vermutlich in Deutschland und Silvia 1914 in Berlin.

## Anmerkung
1. ↑  Der Artikel wurde auf der Grundlage von Piero Maroncelli (italienisch) geschrieben.

| Personendaten    | Personendaten                                                              |
| ---------------- | -------------------------------------------------------------------------- |
| NAME             | Maroncelli, Piero                                                          |
| ALTERNATIVNAMEN  | Maroncelli, Pietro                                                         |
| KURZBESCHREIBUNG | italienischer Musiker, Schriftsteller und Patriot während des Risorgimento |
| GEBURTSDATUM     | 21. September 1795                                                         |
| GEBURTSORT       | Forlì                                                                      |
| STERBEDATUM      | 1. August 1846                                                             |
| STERBEORT        | New York                                                                   |